# Волошино (Новгородская область)
Воло́шино — деревня в Шимском районе Новгородской области в составе Подгощского сельского поселения.

## География
Находится в западной части Новгородской области на расстоянии приблизительно 13 км на юг-юго-запад по прямой от районного центра поселка Шимск.

## История
Была отмечена ещё на карте 1942 года.

## Население
Численность населения: 15 человек (русские 93 %) в 2002 году, 13 в 2010.